# Lucy Gossage
Lucy Gossage (* 25. Dezember 1979 in Nottingham) ist eine ehemalige britische Duathletin und Triathletin. Sie ist zweifache Duathlon-Europameisterin (2012, 2013), Challenge-Siegerin (2012) und mehrfache Ironman-Siegerin (2013–2018). Sie wird geführt in der Bestenliste britischer Triathletinnen auf der Ironman-Distanz.

## Werdegang
Lucy Gossage studierte Medizin an der Cambridge University und war in der Krebsforschung tätig.
2005 startete sie bei ihrem ersten Triathlon und seit 2010 war sie als Profi-Athletin aktiv.

### Duathlon-Europameisterin 2012 und 2013
Im April 2012 wurde sie in den Niederlanden Duathlon-Europameisterin und im August Fünfte bei der Ironman 70.3 European Championship in Wiesbaden. Bei der Duathlon-Europameisterschaft konnte sie ihren Titel Im April 2013 verteidigen.

### Ironman-Siegerin 2013
Im August gewann sie den Ironman UK und konnte diesen Erfolg auch 2015 wiederholen. Im Juli 2016 gewann sie zum dritten Mal den Ironman UK. Im Oktober wurde sie Neunte beim Ironman Hawaii und holte sich damit bei ihrem vierten Start die beste Platzierung.
Im Mai 2017 wurde sie Dritte beim Ironman Lanzarote. Im September konnte Gossage zum zweiten Mal nach 2013 den Ironman Wales für sich entscheiden und damit ihren siebten Ironman-Sieg erzielen. Im Juli 2018 gewann die 38-Jährige zum fünften Mal den Ironman UK. Im September konnte sie zum dritten Mal den Ironman Wales gewinnen. 
2018 erklärte sie ihre aktive Zeit als beendet. Im August 2019 ging sie nochmals an den Start und sie konnte den Norseman Xtreme Triathlon für sich entscheiden.

### Privates
Lucy Gossage lebt in Cambridge und startet für den Verein TFN Tri Club. Seit Anfang des Jahres 2017 ist sie auch wieder als Medizinerin tätig.

## Sportliche Erfolge
| Datum/Jahr    | Rang | Wettbewerb                     | Austragungsort  | Zeit     | Bemerkung                                                                                           |
| ------------- | ---- | ------------------------------ | --------------- | -------- | --------------------------------------------------------------------------------------------------- |
| 20. Okt. 2018 | 1    | Challenge Peguera-Mallorca     | Peguera         | 04:26:57 | |
| 6. Okt. 2018  | 1    | Ironman 70.3 Lanzarote         | Lanzarote       | 04:28:02 | |
| 13. Mai 2018  | 4    | Ironman 70.3 Pays d'Aix France | Aix-en-Provence | 04:31:44 | |
| 15. Apr. 2018 | 7    | Challenge Roma                 | Rom             | 03:58:13 | „Mitteldistanz“ (unklare Streckenangaben)                                                           |
| 2. Juli 2017  | 2    | Ironman 70.3 Edinburgh         | Edinburgh       |          | |
| 18. Juni 2017 | 1    | Ironman 70.3 Staffordshire     | Staffordshire   | 04:28:09 | dritter Sieg in Folge                                                                               |
| 22. Apr. 2017 | 4    | Challenge Gran Canaria         | Mogán           | 04:47:54 | |
| 26. Juni 2016 | 2    | Challenge Galway               | Galway          | 04:22:09 | Zweite hinter der Schweizerin Emma Bilham auf der Halbdistanz                                       |
| 12. Juni 2016 | 1    | Ironman 70.3 Staffordshire     | Staffordshire   | 04:33:21 | erfolgreiche Titelverteidigung                                                                      |
| 23. Aug. 2015 | 2    | Challenge Walchsee-Kaiserwinkl | Walchsee        | 04:25:19 | |
| 14. Juni 2015 | 1    | Ironman 70.3 Staffordshire     | Staffordshire   | 04:31:09 | Siegerin bei der Erstaustragung                                                                     |
| 20. Sep. 2014 | 2    | Ironman 70.3 Lanzarote         | Lanzarote       | 04:50:04 | [ 4 ]                                                                                               |
| 26. Mai 2013  | 6    | Ironman 70.3 Austria           | St. Pölten      | 03:57:40 | Das Rennen musste witterungsbedingt auf verkürztem Kurs ohne die Schwimmdistanz ausgetragen werden. |
| 12. Aug. 2012 | 5    | Ironman 70.3 Germany           | Wiesbaden       | 04:44:09 | Ironman 70.3 European Championship                                                                  |
| 27. Mai 2012  | 2    | Half-Challenge Barcelona       | Barcelona       |          | zweiter Rang hinter Camilla Pedersen                                                                |
| 14. Apr. 2012 | 2    | Challenge Fuerteventura        | Fuerteventura   | 04:35:25 | Zweite hinter der Britin Emma-Kate Lidbury                                                          |
| 4. Sep. 2011  | 1    | Ironman 70.3 Ireland           | Galway          | 04:21:09 | [ 6 ]                                                                                               |
| 19. Juni 2011 | 3    | UK Ironman 70.3                | Somerset        | 05:03:43 | |

| Datum/Jahr    | Rang | Wettbewerb                  | Austragungsort    | Zeit       | Bemerkung                                                             |
| ------------- | ---- | --------------------------- | ----------------- | ---------- | --------------------------------------------------------------------- |
| 3. Aug. 2019  | 1    | Norseman Xtreme Triathlon   | Eidfjord          | 11:27:12   | Siegerin XTRI World Championships                                     |
| 9. Dez. 2018  | 1    | Patagonman Xtreme Triathlon | Patagonien        | 10:21:21   | [ 9 ]                                                                 |
| 9. Sep. 2018  | 1    | Ironman Wales               | Tenby             | 09:52:37   |                                                                       |
| 15. Juli 2018 | 1    | Ironman UK                  | Bolton            | 08:51:18   | Radstrecke verkürzt                                                   |
| 26. Mai 2018  | 1    | Ironman Lanzarote           | Puerto del Carmen | 09:49:27   |                                                                       |
| 23. Sep. 2017 | 1    | Ironman Italy               | Cervia            | 09:06:39   | Siegerin bei der Erstaustragung                                       |
| 10. Sep. 2017 | 1    | Ironman Wales               | Tenby             | 10:11:20   |                                                                       |
| 16. Juli 2017 | 1    | Ironman UK                  | Bolton            | 09:39:48   | erfolgreiche Titelverteidigung und zum vierten Mal Siegerin in Bolton |
| 20. Mai 2017  | 3    | Ironman Lanzarote           | Puerto del Carmen | 09:50:22   |                                                                       |
| 8. Okt. 2016  | 9    | Ironman Hawaii              | Hawaii            | 09:25:57   |                                                                       |
| 27. Juli 2016 | 2    | Triathlon EDF Alpe d’Huez   | Alpe d’Huez       | 06:37:31   | auf der Langdistanz Zweite hinter Jeanne Collonge aus Frankreich      |
| 17. Juli 2016 | 1    | Ironman UK                  | Bolton            | 09:26:05   |                                                                       |
| 10. Apr. 2016 | 3    | Ironman South Africa        | Port Elizabeth    | 09:11:43   |                                                                       |
| 5. März 2016  | 2    | Ironman New Zealand         | Taupō             | 09:05:08   |                                                                       |
| 10. Okt. 2015 | 10   | Ironman Hawaii              | Hawaii            | 09:28:36   |                                                                       |
| 19. Juli 2015 | 1    | Ironman UK                  | Bolton            | 09:31:58   |                                                                       |
| 29. März 2015 | 2    | Ironman South Africa        | Port Elizabeth    | 09:31:20   |                                                                       |
| 17. Mai 2014  | 1    | Ironman Lanzarote           | Puerto del Carmen | 09:41:40   |                                                                       |
| 6. Apr. 2014  | 2    | Ironman South Africa        | Port Elizabeth    | 09:33:07   |                                                                       |
| 8. Sep. 2013  | 1    | Ironman Wales               | Tenby             | 09:51:21   |                                                                       |
| 4. Aug. 2013  | 1    | Ironman UK                  | Bolton            | 09:29:12   |                                                                       |
| 30. Sep. 2012 | 1    | Challenge Barcelona-Maresme | Barcelona         | 08:58:43   |                                                                       |
| 2. Okt. 2011  | 3    | Challenge Barcelona-Maresme | Barcelona         |            |                                                                       |
| 9. Okt. 2010  |      | Ironman Hawaii              | Hawaii            | 10:01:04   | Vierte in der AG F30–34                                               |
| 4. Juli 2010  | 12   | Ironman Germany             | Frankfurt am Main | 09:53:28,0 | hinter Silvia Balbach Dritte in der AG F30–34                         |
| 12. Juli 2009 |      | Ironman Switzerland         | Zürich            | 10:05      | Dritte in der AG F30–34                                               |
| 11. Okt. 2008 |      | Ironman Hawaii              | Hawaii            |            | 14. Rang in der AG F30–34                                             |

| Datum/Jahr    | Rang | Wettbewerb                               | Austragungsort         | Zeit     | Bemerkung                                      |
| ------------- | ---- | ---------------------------------------- | ---------------------- | -------- | ---------------------------------------------- |
| 21. Apr. 2013 | 1    | Powerman European Duathlon Championships | Horst aan de Maas      | 02:58:55 | Duathlon-Europameisterin                       |
| 29. Apr. 2012 | 1    | Powerman European Duathlon Championships | Horst aan de Maas      | 03:04:50 | Duathlon-Europameisterin beim Powerman Holland |
| 2012          | 1    | GBR Duathlon National Championships      | Vereinigtes Konigreich | 01:00:43 | Nationale Meisterin Duathlon                   |

| Datum/Jahr    | Rang | Wettbewerb              | Austragungsort | Distanz      | Zeit    | Bemerkung |
| ------------- | ---- | ----------------------- | -------------- | ------------ | ------- | --------- |
| 11. März 2012 | 3    | Cambridge Half Marathon | Cambridge      | Halbmarathon | 1:18:42 |           |
| 25. Apr. 2010 | 37   | London-Marathon         | London         | Marathon     | 2:58:01 |           |

(DNF – Did Not Finish)